# Miłość od pierwszego ugryzienia
Miłość od pierwszego ugryzienia (fr. Les combattants) – francuska komedia romantyczna z 2014 roku w reżyserii Thomasa Cailleya.
Światowa premiera filmu miała miejsce 17 maja 2014 roku, podczas 67. Międzynarodowego Festiwalu Filmowego w Cannes, w ramach którego obraz brał udział w konkursie „Directors' Fortnight”. Na tym festiwalu film otrzymał nagrodę krytyków FIPRESCI.
Polska premiera filmu nastąpiła 10 października 2014 roku, w ramach 30. Warszawskiego Międzynarodowego Festiwalu Filmowego, gdzie prezentowany był w sekcji „Odkrycia”. Do ogólnopolskiej dystrybucji kinowej film wszedł wraz z dniem 12 czerwca 2015 r.
W TVP Kultura film był również emitowany pod zmienionym tytułem Serce do walki.

## Obsada
- Kévin Azaïs jako Arnaud Labrède
- Adèle Haenel jako Madeleine Beaulieu
- Antoine Laurent jako Manu Labrède
- Brigitte Roüan jako Hélène Labrède
- Nicolas Wanczycki jako Porucznik Schleiffer
- Maxime Mège jako Adrien
- Thibault Berducat jako Victor
- William Lebghil jako Xavier

i inni

## Nagrody i nominacje
67. MFF w Cannes
- nagroda: Nagroda FIPRESCI − Thomas Cailley
- nagroda: Label Europa Cinemas − Thomas Cailley
- nagroda: C.I.C.A.E. Award − Thomas Cailley
- nagroda: SACD Prize (Directors' Fortnight) − Thomas Cailley
- nominacja: Złota Kamera − Thomas Cailley
- nominacja: Queerowa Palma	− Thomas Cailley

40. ceremonia wręczenia Cezarów
- nagroda: najlepszy film debiutancki − Thomas Cailley i Pierre Guyard
- nagroda: najlepsza aktorka − Adèle Haenel
- nagroda: najlepszy debiutujący aktor − Kévin Azaïs
- nominacja: najlepszy film − Thomas Cailley i Pierre Guyard
- nominacja: najlepsza reżyseria − Thomas Cailley
- nominacja: najlepszy scenariusz oryginalny − Thomas Cailley i Claude Le Pape
- nominacja: najlepsza muzyka − Lionel Flairs, Benoît Rault i Philippe Deshaies
- nominacja: najlepszy montaż − Lilian Corbeille
- nominacja: najlepszy dźwięk − Jean-Luc Audy, Guillaume Bouchateau i Niels Barletta